# 사카모토 다쓰히로
사카모토 다쓰히로(일본어: 坂元 達裕, 1996년 10월 22일 ~ )는 일본의 축구 선수이다.

## 구단 경력
그는 2019년 J2리그의 몬테디오 야마가타에 입단했다. 2020년 J1리그의 세레소 오사카로 이적했다. 2021년에 J리그컵 준우승. 2022년 KV 오스텐더로 이적했다. 2023년 코번트리 시티 FC로 이적했다.

## 국가대표팀 경력
그는 2021년 FIFA 월드컵 예선에 참가할 일본 국가대표팀에 발탁되었으며, 6월 7일 타지키스탄와의 경기에서 데뷔했다. 그는 국제 A매치 통산 2경기에 출전했다.

## 통계
| 일본 | 일본 | 일본 |
| 연도 | 출전 | 득점 |
| ---- | ---- | ---- |
| 2021 | 2    | 0    |
| 통산 | 2    | 0    |